# 珀青
珀青是奥地利布尔根兰州马特斯堡县的一个市镇。总面积24.64平方公里，总人口2679人，人口密度108.7人/平方公里（2001年）。